# Bill Skarsgård
Bill Istvan Günther Skarsgård (sinh ngày 9 tháng 8 năm 1990) là nam diễn viên người Thuỵ Điển. Anh được biết tới qua vai chú hề Pennywise trong It (2017) và It Chapter Two (2019). Một vài phim kinh dị khác mà anh từng tham gia là sê-ri Hemlock Grove (2013–2015), Castle Rock (2018–2019), các phim điện ảnh Barbarian (2022) và Nosferatu (2024).
Skarsgård cũng từng đóng các phim Simple Simon (2010), Nine Days (2020), The Divergent Series: Allegiant (2016), Atomic Blonde (2017) và John Wick: Chapter 4 (2023).

## Tiểu sử
Skarsgård sinh ngày 9 tháng 8 năm 1990 tại Vällingby, Stockholm, Thuỵ Điển, cha là diễn viên Stellan Skarsgård, mẹ là bác sĩ My Skarsgård. Anh có bảy anh chị em, trong đó có ba người là diễn viên, gồm Alexander, Gustaf và Valter.

## Đời tư
Skarsgård hẹn hò với nữ diễn viên Alida Morberg. Tháng 10 năm 2018, cặp đôi sinh con đầu lòng, năm 2023, họ có thêm con thứ hai.
Tháng 2 năm 2024, Skarsgård bị bắt và phạt tiền ở Thuỵ Điển với tội tàng trữ cần sa.

## Danh sách phim

### Điện ảnh
| Năm  | Tên                               | Vai                         | Ghi chú    |
| ---- | --------------------------------- | --------------------------- | ---------- |
| 2000 | White Water Fury                  | Klasse                      |            |
| 2007 | Spending the Night                | Victor                      |            |
| 2008 | Pigan brinner!                    | Tonårs-Nosferatu            |            |
| 2008 | Arn – The Kingdom at Road's End   | Erik                        |            |
| 2009 | Kenny Begins                      | Pontus                      |            |
| 2010 | I rymden finns inga känslor       | Simon                       |            |
| 2010 | Behind Blue Skies                 | Martin                      |            |
| 2011 | The Crown Jewels                  | Richard Persson             |            |
| 2011 | Simon & the Oaks                  | Simon                       |            |
| 2012 | Anna Karenina                     | Captain Machouten           |            |
| 2013 | Victoria                          | Otto                        |            |
| 2016 | The Divergent Series: Allegiant   | Matthew                     |            |
| 2016 | A Stone Appears                   | Man                         |            |
| 2017 | Điệp viên báo thù                 | Merkel                      |            |
| 2017 | Alteration                        | Alejandro                   |            |
| 2017 | Chú hề ma quái                    | It / Pennywise              |            |
| 2017 | Battlecreek                       | Henry                       |            |
| 2017 | Moomins and the Winter Wonderland | Moomintroll                 | Lồng tiếng |
| 2018 | Assassination Nation              | Mark                        |            |
| 2018 | Deadpool 2                        | Axel Cluney / Zeitgeist     |            |
| 2019 | Gã hề ma quái 2                   | It / Pennywise              |            |
| 2021 | Chủng tộc bất tử                  | Kro                         |            |
| 2022 | Sát thủ John Wick: Phần 4         | Hầu tước Vincent de Gramont |            |
| 2024 | The Crow: Báo thù                 | Eric / The Crow             |            |
| 2024 | Ma cà rồng Nosferatu              | Bá tước Orlok               |            |

## Giải thưởng và đề cử
| Năm  | Tác phẩm được đề cử | Giải thưởng                   | Hạng mục                                                                | Kết quả   | TK     |
| ---- | ------------------- | ----------------------------- | ----------------------------------------------------------------------- | --------- | ------ |
| 2011 | Simple Simon        | Guldbagge Awards              | Nam diễn viên xuất sắc nhất                                             | Đề cử     |        |
| 2011 | Simple Simon        | Young Artist Awards           | Best Performance in an International Feature Film – Leading Young Actor | Đề cử     |        |
| 2012 | Chính mình          | Liên hoan phim quốc tế Berlin | Shooting Stars Award                                                    | Đoạt giải |        |
| 2017 | It                  | Fright Meter Awards           | Nam diễn viên phụ xuất sắc nhất                                         | Đoạt giải |        |
| 2017 | It                  | Seattle Film Critics Awards   | Phản diện xuất sắc nhất                                                 | Đề cử     |        |
| 2018 | It                  | Giải Sao Thổ                  | Nam diễn viên phụ xuất sắc nhất                                         | Đề cử     | [ 10 ] |
| 2018 | It                  | Giải Điện ảnh của MTV         | Phản diện xuất sắc nhất                                                 | Đề cử     | [ 11 ] |
| 2018 | It                  | Teen Choice Awards            | Choice Movie Villain                                                    | Đề cử     |        |